# Gamla Uppsala distrikt
Gamla Uppsala distrikt är ett distrikt i Uppsala kommun och Uppsala län. 
Distriktet omfattar nordöstra delen av Uppsala. 

## Tidigare administrativ tillhörighet
Distriktet inrättades 2016 och utgörs av en del av det området som Uppsala stad omfattade före 1971, delen som före 1947 utgjorde Gamla Uppsala socken.
Området motsvarar den omfattning Gamla Uppsala församling hade vid årsskiftet 1999/2000.